# Cowden, Illinois
Cowden är en ort i Shelby County i delstaten Illinois, USA.